# Canton d'Arc-en-Barrois
Le canton d'Arc-en-Barrois est une ancienne division administrative française située dans le département de la Haute-Marne et la région Champagne-Ardenne.

## Géographie
Ce canton était organisé autour d'Arc-en-Barrois dans l'arrondissement de Chaumont. Son altitude variait de 244 m (Dancevoir) à 442 m (Villiers-sur-Suize) pour une altitude moyenne de 307 m.

## Représentation

### Conseillers d'arrondissement (de 1833 à 1940)
| Période                                  | Période      | Identité                            | Étiquette          | Qualité |
| ---------------------------------------- | ------------ | ----------------------------------- | ------------------ | --- |
| 1833                                     | 1836         | M. Chagot                           |                    | Maître de forges à Leffonds                                                                                 |
| 1836                                     | 1848         | Pierre Étienne Poullain (1793-1858) |                    | Officier de santé, propriétaire à Arc-en-Barrois                                                            |
|                                          |              |                                     |                    | |
|                                          | 1881 (décès) | Jean Nicolas (1808-1881)            |                    | Notaire et négociant en bois à Arc-en-Barrois                                                               |
|                                          |              |                                     |                    | |
| 1889                                     | 1904         | Pierre-Henri Lauroy                 | Républicain        | Propriétaire, maire de Dancevoir                                                                            |
| 1904                                     | 1910         | Jules Marcelin Corneux              | Droite             | Cultivateur, ancien maire de Braux-le-Châtel, maire d'Arc-en-Barrois                                        |
| 1910                                     | 1911         | Georges Guénin                      | Républicain        | Suppléant du juge de paix, trésorier du comice agricole d'Arc-en-Barrois                                    |
| 1911                                     | 1919         | Jules Marcelin Corneux              | Droite             | Cultivateur, ancien maire de Braux-le-Châtel, maire d'Arc-en-Barrois                                        |
| 1919                                     | 1937         | Félicien Guillemin                  | Rad.ind.           | Propriétaire, agriculteur, maire de Coupray                                                                 |
| Décembre 1937                            | 1940         | M. Legay                            | Union républicaine | Notaire |
| 1940                                     |              |                                     |                    | Les conseils d'arrondissement ont été suspendus par la loi du 12 octobre 1940 et n'ont jamais été réactivés |
| Les données manquantes sont à compléter. |              |                                     |                    | |

### Conseillers généraux de 1833 à 2015
| Période | Période          | Identité                               | Étiquette    | Qualité |
| ------- | ---------------- | -------------------------------------- | ------------ | --- |
| 1833    | 1848             | Paul Bouchu                            |              | Propriétaire, agriculteur à Aubepierre |
| 1848    | 1852             | François Godot                         |              | Notaire, propriétaire, adjoint au maire d'Arc-en-Barrois |
| 1852    | 1867             | Adrien Latache                         |              | Propriétaire, cultivateur, brasseur à Giey-sur-Aujon |
| 1867    | 1871             | François-Frédéric Steenackers          | Républicain  | Propriétaire Député (1869-1870, 1885-1889) |
| 1871    | 1877             | Alfred Marie Antoine Robert du Gardier |              | Inspecteur Général des Forêts et des Domaines de la Maison d'Orléans à Albert (Somme) Propriétaire à Arc-en-Barrois                                                              |
| 1877    | 1901             | Alfred Dailly                          | Républicain  | Propriétaire à Étuf (Rouvres-sur-Aube) |
| 1901    | 1911 (démission) | Victor Guillin                         | Nationaliste | Notaire à Arc-en-Barrois |
| 1911    | 1920 (démission) | Georges Guénin                         | Républicain  | Suppléant du juge de paix, trésorier du comice agricole d'Arc-en-Barrois, conseiller d'arrondissement                                                                            |
| 1920    | 1937             | Henri Sommelet                         | Modéré       | Médecin à Arc-en-Barrois |
| 1937    | 1940             | Félicien Guillemin (1871-1956)         | Rad.ind.     | Propriétaire, agriculteur Maire de Coupray, conseiller d'arrondissement Membre de la Commission administrative départementale (1941-1943) Nommé conseiller départemental en 1943 |
|         |                  |                                        |              | |
| 1945    | 1967             | Auguste Huvig                          | Rad.         | Agriculteur, maire d'Arc-en-Barrois |
| 1967    | 2004             | Charles Fèvre                          | RI puis UDF  | Administrateur Civil au Ministère de l’Équipement et des Transports Député (1978-1997) Maire d'Arc-en-Barrois                                                                    |
| 2004    | 2011             | Michel Saulet (1951-2012)              | UMP          | Maire de Dancevoir (2001-2012) |
| 2011    | 2015             | Yvette Rossigneux                      | dvd          | Cadre Maire de Giey-sur-Aujon depuis 2008 Elue en 2015 dans le Canton de Villegusien-le-Lac                                                                                      |

## Composition
Le canton d'Arc-en-Barrois regroupait 10 communes et comptait 2 784 habitants (recensement de 1999 sans doubles comptes).
| Commune             | Population Année | Superficie km² | Densité     | Code INSEE | Code Postal |
| ------------------- | ---------------- | -------------- | ----------- | ---------- | ----------- |
| Arc-en-Barrois      | 806 (2013)       | 50,44          | 16 hab./km² | 52017      | 52210       |
| Aubepierre-sur-Aube | 187 (2013)       | 43,10          | 4 hab./km²  | 52022      | 52210       |
| Bugnières           | 152 (2013)       | 18,29          | 8 hab./km²  | 52082      | 52210       |
| Coupray             | 159 (2013)       | 12,10          | 13 hab./km² | 52146      | 52210       |
| Cour-l'Évêque       | 179 (2013)       | 18,95          | 9 hab./km²  | 52151      | 52210       |
| Dancevoir           | 216 (2013)       | 25,58          | 8 hab./km²  | 52165      | 52210       |
| Giey-sur-Aujon      | 138 (2013)       | 30,42          | 5 hab./km²  | 52220      | 52210       |
| Leffonds            | 331 (2013)       | 36,24          | 9 hab./km²  | 52282      | 52210       |
| Richebourg          | 280 (2013)       | 21,20          | 13 hab./km² | 52422      | 52210       |
| Villiers-sur-Suize  | 278 (2013)       | 17,55          | 16 hab./km² | 52538      | 52210       |

## Démographie
| 1793  | 1876  | 1962  | 1968  | 1975  | 1982  | 1990  |
| ----- | ----- | ----- | ----- | ----- | ----- | ----- |
| 5 764 | 5 457 | 2 497 | 2 753 | 2 615 | 2 669 | 2 688 |

| 1999  | 2006  | 2009  | 2010  | 2012  | 2013  | 2014  |
| ----- | ----- | ----- | ----- | ----- | ----- | ----- |
| 2 784 | 2 755 | 2 679 | 2 690 | 2 784 | 2 726 | 2 719 |